# Анучин, Николай Павлович
Никола́й Па́влович Ану́чин (1903—1984) — советский учёный-лесовод, специалист по лесной таксации, доктор сельскохозяйственных наук, профессор, академик ВАСХНИЛ. Почётный член-корреспондент Академии наук Финляндии, почётный доктор Шопронского лесохозяйственного и лесопромышленного университета (Венгрия).

## Биография
Н. П. Анучин родился 26 апреля 1903 года в деревне Большое Лариково (ныне не существует) Кирилловского уезда Новгородской губернии (ныне Кирилловский район Вологодской области) в крестьянской семье. В 1921 году окончил школу в селе Волокославино и в том же году поступил в Петроградский лесной институт. В 1925 году окончил институт и до 1929 года работал помощиником лесничего, а затем окружным лесничим в Ленинградской области.
С 1929 года старший научный сотрудник Московского НИИ лесного хозяйства и старший специалист Управления лесами наркомзема РСФСР. В 1937 году переехал в Красноярск, где получил должность заведующего кафедрой лесной таксации Сибирского лесотехнического института. С 1938 года заместитель директора института, одновременно продолжал возглавлять кафедру.
В 1943 году возвращается в Москву и становится главным лесничим и одновременно начальником Главного управления лесного хозяйства Министерства лесной промышленности СССР. Должность в министерстве он занимал до 1948 года. В 1944—1984 годах заведующий кафедрой лесной таксации и лесоустройства Московского лесотехнического института (МЛТИ). В 1949—1960 годах — заместитель директора по учебной части МЛТИ.
С 1956 член-корреспондент, с 1966 академик ВАСХНИЛ.
В 1960—1965 годах занимал должность академика-секретаря Отделения лесоводства и агролесомелиорации ВАСХНИЛ.
В 1960—1971 годах директор ВНИИ лесоводства и механизации лесного хозяйства (ВНИИЛМ).
Н. П. Анучин был также председателем Научно-технического совета по проблемам леса Государственного комитета по науке и технике Совета Министров СССР.
Н. П. Анучин и его супруга послужили прототипами героев романа «Русский лес» Л. М. Леонова.
Н. П. Анучин умер 7 июня 1984 года на 82 году жизни в Москве, похоронен на Введенском кладбище (29 уч.).

## Научная деятельность
Рубить лес надо, но по-хозяйски 
 и по научному разумению. 
 А для молодого поколения страны, 
 где треть суши занята лесом, 
 изучение основных понятий о нем 
 не должно считаться лишней нагрузкой
Н. П. Анучин создал теоретическое обоснование принципа непрерывного неистощительного лесопользования. Согласно учёному, в каждом массиве леса можно в год рубить столько, сколько этот массив продуцирует. Для этого необходимо, чтобы в лесу имелись разновозрастные участки, а вырубки должны немедленно вновь засаживаться. Также он разработал основы промышленной таксации леса и номографический метод определения прироста древостоя, который заменил старый менее удобный табличный метод, разработал метод расчёта объёма ежегодной рубки, составил сортиментные и товарные таблицы. Сконструировал и ввёл в практику ряд приборов, применяемых для таксации — трость таксатора, таксационный прицел, называемый также призмой Анучина, таксационный высотомер (ВА, высотомер Анучина).
Предлагал преподавать основы лесного хозяйства в средних школах.

## Награды
- Два ордена Трудового Красного Знамени — 1953 и 1963;
- орден Ленина — 1973;
- орден Дружбы Народов — 1983;
- медали СССР и Чехословакии.